# ميليفويا
ميليفويا (Μελίβοια) هي مدينة في لاريسا في مقاطعة فوريا إلادا في اليونان.